# 김현규 (2001년)
김현규(한국 한자: 金現規, 2001년 7월 12일 ~ )는 대한민국의 축구 선수로, 포지션은 공격형 미드필더이다. 현재 K리그1 강원 FC 소속이다.